# Journal of the Korean Physical Society
Journal of the Korean Physical Society – recenzowane czasopismo naukowe publikujące w dziedzinie fizyki.
Czasopismo to wydawane jest od 1968 roku przez Korean Physical Society, od pewnego czasu we współpracy ze Springer Nature. Było pierwszym międzynarodowym czasopismem z dziedziny nauki i inżynierii wydawanym w Korei Południowej. Średnio ukazuje się 10 jego numerów rocznie, a oprócz nich osobno recenzowane sprawozdania z międzynarodowych konferencji naukowych. Zakres tematyczny artykułów jest szeroki, obejmując fizykę ogólną, matematyczną i statystyczną, w tym fizykę cząstek elementarnych, nuklearną, atomową i molekularną, optykę, mechanikę klasyczną, fizykę płynów, plazmy i materii skondensowanej, fenomenologię, geofizykę i astrofizykę. Ukazują się w nim również powiązane z fizyką prace interdyscyplinarne z zakresu nauki i technologii.
W 2021 roku impact factor czasopisma osiągnął 0,657.